# Wahl zur Nationalversammlung von Suriname 2010
Die Wahl zur Nationalversammlung von Suriname von 2010 fand am 25. Mai 2010 statt.

Sitzverteilung nach der Wahl im Mai 2010:
Mega Combinatie (23)
Nieuw Front (14)
A Combinatie (7)
Volksalliantie (6)
Democratie en Ontwikkeling in Eenheid (1)

Die 51 Parlamentssitze der Nationalversammlung von Suriname (DNA) wurden wie folgt verteilt:
- Regierungskoalition:
  - 23 Sitze – Mega Combinatie (MC); die MC besteht aus vier Parteien, wovon die NDP mit der Vorsitzenden des Parlaments Jennifer Simons und dem neu gewählten Präsidenten der Republik Desi Bouterse bei den Wahlen die mit Abstand meisten Stimmen auf sich vereinte.
  - 7 Sitze – A Combinatie (AC); die AC ist ein Zusammenschluss von drei Marron-Parteien, mit dem Abgeordneten Ronnie Brunswijk als Vorsitzenden.
  - 6 Sitze – Volksalliantie (VA); die VA ist ebenfalls ein Zusammenschluss mehrerer Parteien mit Paul Somohardjo als Vorsitzenden.
- Oppositionsparteien:
  - 14 Sitze – Nieuw Front (NF); die NF bestand bei den Wahlen 2010 aus vier Parteien. Hierbei verlor die Partei des Vorgängers von Bouterse, Ronald Venetiaan vier ihrer bisherigen acht Sitze.
  - 1 Sitz – Democratie en Ontwikkeling in Eenheid (DOE).

Die Wahlbeteiligung betrug 72 %. Insgesamt waren 324.366 Personen wahlberechtigt.